# Peter Westbury
Peter Westbury (* 26. Mai 1938 in London; † 7. Dezember 2015 in Scarborough, Trinidad und Tobago) war ein britischer Automobilrennfahrer.

## Karriere
Die Karriere von Peter Westbury war in zwei Phasen geteilt. In der ersten Hälfte war der Brite einer der besten britischen Bergrennfahrer, in der zweiten versuchte er im Rundstreckensport Fuß zu fassen.
Westbury begann 1962 Bergrennen zu fahren, vorerst mit einem Cooper, der von einem Daimler-Motor angetrieben wurde. 1963 baute Westbury den V8-Motor in ein Felday-Chassis ein (das Unternehmen war in seinem Besitz) und dominierte von da an zwei Jahre lang die britische Bergmeisterschaft. Er wurde sowohl 1963 als auch 1964 überlegen Meister, wobei er 1964 ein neues Rennfahrzeug, einen Ferguson 4WD, einsetzte.
1965 konzentrierte sich Westbury auf den Aufbau seiner Firma und fuhr nur sporadisch Bergrennen. 1967 stieg er mit einem Brabham BT21 in die Formel 3 ein. Die Anfangsphase war vielversprechend. Westbury siegte bei den Rennen in Silverstone, Chimay und Clermont-Ferrand. 1968 wiederholte er seinen Erfolg in Chimay und gewann außerdem das Rennen in Reims.
1969 wechselte Westbury in die Formel 2 und fuhr mit einem Brabham BT30 alle Läufe zur Europameisterschaft. Größte Erfolge waren der zweite Rang beim Lottery-Grand-Prix in Monza und ein fünfter Platz beim Rennen in Hockenheim. Aus demselben Jahr resultiert auch sein einziger Auftritt in der Formel 1. Beim Großen Preis von Deutschland am Nürburgring wurde das Feld der Formel-1-Fahrzeuge mit Formel-2-Wagen aufgestockt. Westbury wurde mit seinem Brabham Fünfter in der Formel-2-Wertung und Neunter in der Gesamtwertung.
Beim Großen Preis der USA 1970 in Watkins Glen bekam er die Gelegenheit, einen Werks-B.R.M. zu fahren. Westbury scheiterte mit dem BRM P153 jedoch in der Qualifikation und konnte am Rennen nicht teilnehmen.
1970 und 1971 fuhr Westbury weiter in der Formel 2, aber die Karriere entwickelte sich nicht mehr weiter. 1973 erklärte er daher seinen Rücktritt vom Rennsport.

## Statistik

### Le-Mans-Ergebnisse
| Jahr | Team                      | Fahrzeug          | Teamkollege | Platzierung | Ausfallgrund  |
| ---- | ------------------------- | ----------------- | ----------- | ----------- | ------------- |
| 1972 | Maranello Concessionaires | Ferrari 365 GTB/4 | John Hine   | Ausfall     | Kolbenschaden |

### Einzelergebnisse in der Sportwagen-Weltmeisterschaft
| Saison | Team                      | Rennwagen         | 1   | 2   | 3   | 4   | 5   | 6   | 7   | 8   | 9   | 10  | 11  | 12  | 13  | 14  | 15  | 16  | 17  | 18  | 19  | 20  |
| ------ | ------------------------- | ----------------- | --- | --- | --- | --- | --- | --- | --- | --- | --- | --- | --- | --- | --- | --- | --- | --- | --- | --- | --- | --- |
| 1964   | Peter Westbury            | Lotus 23          | DAY | SEB | TAR | MON | SPA | CON | NÜR | ROS | LEM | REI | FRE | CCE | RTT | SIM | NÜR | MON | TDF | BRI | BRI | PAR |
| 1964   | Peter Westbury            | Lotus 23          |     |     |     |     | 5   |     |     |     |     |     |     |     |     |     |     |     |     |     |     |     |
| 1965   |                           | BRM               | DAY | SEB | BOL | MON | MON | RTT | TAR | SPA | NÜR | MUG | ROS | LEM | REI | BOZ | FRE | CCE | OVI | NÜR | BRI | BRI |
| 1965   |                           | BRM               |     |     |     |     |     |     |     |     |     |     |     |     |     | 6   |     |     |     |     |     |     |
| 1967   | Mike de Udy               | Lola T70          | DAY | SEB | MON | SPA | TAR | NÜR | LEM | HOK | MUG | BRH | CCE | ZEL | OVI | NÜR |     |     |     |     |     |     |
| 1967   | Mike de Udy               | Lola T70          |     |     |     |     |     |     | DNF |     |     |     |     |     |     |     |     |     |     |     |     |     |
| 1971   | Scuderia Filipinetti      | Lola T212         | BUA | DAY | SEB | BRH | MON | SPA | TAR | NÜR | LEM | ZEL | WAT |     |     |     |     |     |     |     |     |     |
| 1971   | Scuderia Filipinetti      | Lola T212         |     |     |     | 8   |     |     | 5   |     |     |     |     |     |     |     |     |     |     |     |     |     |
| 1972   | Maranello Concessionaires | Ferrari 365 GTB/4 | BUA | DAY | SEB | BRH | MON | SPA | TAR | NÜR | LEM | ZEL | WAT |     |     |     |     |     |     |     |     |     |
| 1972   | Maranello Concessionaires | Ferrari 365 GTB/4 |     |     |     |     |     | DNF |     |     |     |     |     |     |     |     |     |     |     |     |     |     |